# Келли, Дениза
Дениза Келли (англ. Denise Kelly, род. 25 ноября 1967) — канадская профессиональная шоссейная велогонщица международного класса. 

## Биография
Дениза Келли — тренер женской сборной Канады по шоссейному велоспорту с 2009 по 2017 годы. Под её управлением сборная Канады выступала на двух Олимпиадах — в Лондоне 2012 и Рио-де-Жанейро 2016.

## Достижения

### Шоссе
1986
3-я на Чемпионате Канады — групповая гонка
1987
51-я на Чемпионате мира — групповая гонка
1988
6-я на Чемпионате мира — командная гонка
1989
2-я на Туре Бретани
22-я на Чемпионате мира — групповая гонка
1990
3-я на Тур де л'Од феминин
31-я на Чемпионате мира — групповая гонка
1991
2-я на Чемпионате Канады — групповая гонка

### Статистика выступления наГранд-турах
| Гонка / Год          | 1987 | 1988 | 1989 | 1990 |
| -------------------- | ---- | ---- | ---- | ---- |
| Женский Тур де Франс | —    | —    | 19   | —    |
| Тур де л'Од феминин  | 18   | —    | 6    | 3    |